# Engelbert Schücking
Engelbert L. Schücking, im Englischen häufig E. L. Schucking zitiert, (* 23. Mai 1926 in Dortmund; † 5. Januar 2015 in Greenwich Village, New York City) war ein deutscher theoretischer Physiker und Astrophysiker, der sich mit Kosmologie und Allgemeiner Relativitätstheorie (ART) beschäftigte.

## Leben
Engelbert Schücking entstammte der alten, im Münsterland ansässigen, ursprünglich aus Coesfeld stammenden bürgerlichen Patrizierfamilie Schücking, die im Laufe der Jahrhunderte viele herausragende Persönlichkeiten hervorgebracht hat. Schücking war das jüngste Kind Lothar Engelbert Schückings. Er befasste sich schon in seiner Jugend mit Astronomie (Beobachtung Sonnenflecken).
Schücking studierte nach seiner Schulzeit am Gymnasium Laurentianum Warendorf (1936–1943) Mathematik und Physik an der Universität Göttingen (unter anderem bei Franz Rellich) und der Universität Hamburg (Diplom in Mathematik 1955) und promovierte dann 1956 über Gravitationstheorie bei Pascual Jordan. Seine erste Veröffentlichung zur relativistischen Kosmologie hatte er schon 1954 in der Zeitschrift für Physik. In seinen Erinnerungen an Jordan schilderte er, dass es ihm zunächst widerstrebte, auf Jordans damaligem Interessengebiet (projektiver Relativitätstheorie mit variabler Gravitationskonstante) zu arbeiten, die ihm abseitig erschien. Schücking fand so aber schnell Zugang zur internationalen Forschung in der ART, zunächst in Hamburg, wo auch Jürgen Ehlers und Wolfgang Kundt bei Jordan in einem Seminar zur ART forschten, dann Anfang der 1960er Jahre am damaligen Zentrum der Forschung in den USA bei Peter Bergmann an der Syracuse University. In Hamburg arbeitete er auch mit dem Kosmologen Otto Heckmann zusammen, mit dem er 1955 kosmologische newtonsche Lösungen fand, die wie die Gödel-Lösung der ART eine absolute Rotation des Raumes aufwiesen (die dem Mach-Prinzip widersprachen). Mit István Ozsváth gab er auch 1962 eine Modifikation der Gödel-Lösung eines rotierenden Universums als Lösung der ART, das im Gegensatz zu diesem räumlich endlich und ohne geschlossene zeitartige Weltlinien war. 1963 gab er mit Ivor Robinson und Alfred Schild den Sammelband des Ersten Texas Symposiums über relativistische Astrophysik heraus. Er war später Professor an der New York University.
Heffa Schücking (* 1959), die Mitgründerin und Geschäftsführerin der Umweltorganisation urgewald, 1994 mit einem Goldman Environmental Prize ausgezeichnet, ist seine Tochter.

## Schriften
- mit Otto Heckmann: Other cosmological theories, in: S. Flügge (Herausgeber): Encyclopedia of Physics, Bd. 53, 1959
- mit Otto Heckmann: Relativistic Cosmology, in: L. Witten: Gravitation – an introduction to current research, Wiley 1962
- Cosmology, in: Jürgen Ehlers (Herausgeber): Relativity theory and cosmology, American Math.Society 1967
- The Bianchi classification of 3 dimensional spatial symmetry groups by the method of Schücking, Seminar von Schücking, Vorlesungsnotizen von Wolfgang Kundt (1957), erstmals abgedruckt in: George F. R. Ellis, Malcolm A. H. MacCallum, Andrzej Krasinski (Hrsg.): Golden Oldies in General Relativity. Hidden Gems, Springer Verlag 2013 (mit Autobiographischer Note von Schücking)
- Engelbert L. Schücking, Eugene J. Surowitz: Homogeneous Einstein Fields. 2015, ISBN 978-981-4630-07-8 (Entwurf von 2012 auf seiner Homepage (Archiv vom 1. August 2012) (Memento vom 1. August 2012 im Internet Archive) [PDF]).

## Verweise
1. ↑  Jordan, Pauli, Politics, Brecht.. and a variable gravitational constant, Physics Today Oktober 1999, in erweiterter Form wieder abgedruckt in Harvey On Einstein’s Path 1999. Erinnerungen an Pauli veröffentlichte Schücking auch in Karl von Meyenn, Schücking, Wolfgang Pauli, Physics Today, Februar 2001
2. ↑  Ozsvath, Schücking, Nature, Bd. 193, 1962, S. 1168, dieselben: An Anti-Mach metric, in Recent developments in General Relativity, Pergamon Press/Polish Scientific Publ., Warschau, 1962, S. 339

| Personendaten    | Personendaten                                      |
| ---------------- | -------------------------------------------------- |
| NAME             | Schücking, Engelbert                               |
| ALTERNATIVNAMEN  | Schücking, Engelbert L.; Schucking, E. L.          |
| KURZBESCHREIBUNG | deutscher theoretischer Physiker und Astrophysiker |
| GEBURTSDATUM     | 23. Mai 1926                                       |
| GEBURTSORT       | Dortmund                                           |
| STERBEDATUM      | 5. Januar 2015                                     |
| STERBEORT        | New York City                                      |